# Noxapaga

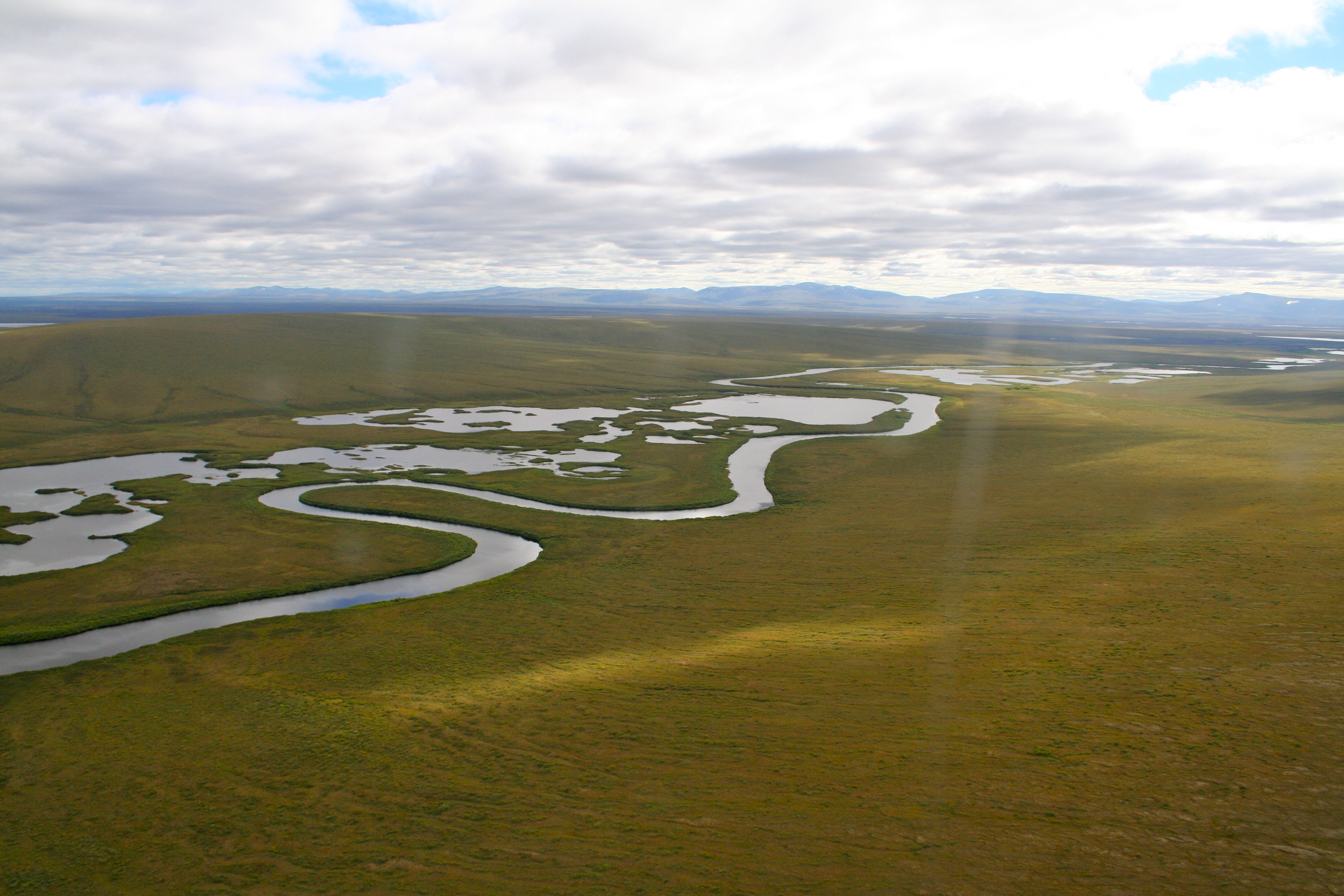
Méandres de la Noxapaga.

La rivière Noxapaga est un cours d'eau d'Alaska, aux États-Unis, situé dans la  région de recensement de Nome. C'est un affluent de la rivière Kuzitrin.

## Description
Longue de 56 milles (90 km), elle prend sa source à 9,5 milles (15 km) à l'ouest du lac Imuruk et coule en direction du nord-ouest sur 4 milles (6 km) puis de l'ouest sur 22 milles (35 km), enfin du sud sur 30 milles (48 km) avant de se jeter dans la  rivière Kuzitrin à 15 milles (24 km) au nord-nord-ouest du mont Bendeleben.
Son nom eskimo apparaît pour la première fois en 1900 sur une carte de la région par Davidson et Blaeslee.

## Sources
- (en) « Noxapaga », Geographic Names Information System